# Вълк
 Тази статия е за животното.  За съзвездието вижте Вълк (съзвездие).  За филма вижте Вълци (филм).
Вълкът (Canis lupus) е хищен бозайник от семейство Кучеви (Canidae). Домашното куче (Canis lupus familiaris) и кучето Динго (Canis lupus dingo) се класифицират като подвидове на вълка.

## Общи сведения
Анатомията на вълка се отличава по някои белези от тази на домашното куче. Вълкът обикновено има златистожълти очи, по-дълги крака, по-големи лапи, по-изявена челюст, по-дълга муцуна и мозък, който обикновено е с 30% по-голям от този на кучето. Трябва да се спомене и предопашната жлеза от горната страна на опашката, близо до основата, която отсъства при кучетата. И последно, докато лактите на много кучета са насочени настрани, тези на вълците са обърнати навътре към корема им, като почти го докосват. Това им позволява да тичат със скорост до 70 km/h.
Вълците и повечето едри кучета имат една и съща конфигурация на зъбите. Зъбната формула е {\displaystyle {\tfrac {3.1.4.2}{3.1.4.3}}}. Кучешките зъби са много по-важни при вълците, тъй като се използват за улавяне и задържане на плячката. Честа причина за гладуването на вълците е повреда на зъбите при удар от по-едра плячка.
Вълците са високи около 66 – 80 cm при рамото, а теглото им е около 25 – 80 kg, като женските са с приблизително 20% по-дребни от мъжките. Средното тегло за мъжките е 55 кг, а за женските 45 кг. Дължината на тялото е 1,0 – 1,5 m, от които 30 – 50 cm е опашката. Телосложението на вълците е подходящо за дълго бягане – те имат сравнително тесни гърди и силни мускули на гърба и краката. Вълците могат да изминават големи разстояния, а широките им лапи им позволяват да затъват по-малко в снега, отколкото тяхната плячка. Обемът на мозъка на вълка е с около 30 % по-голям от този на домашното куче, докато обема на мозъка на чакала е също с толкова проценти (около 30) по-малък от този на кучето.
Вълците често изглеждат по-масивни от куче със същото тегло, заради допълнителния обем на козината. Тя е съставена от два пласта, твърда защитна козина, предпазваща от водата и калта, и по-гъста и мека, която поддържа топлината на тялото. Вълците сменят козината си два пъти в годината, през пролетта и през есента. Женските често имат по-гъста зимна козина, отколкото мъжките, и я запазват по-дълго през пролетта.
Козината на вълците обикновено няма някаква изразена шарка, с изключение на белег около очите. Оцветяването на вълците обикновено е от сиво до сиво-кафяво, но може да варира през целия спектър, характерен за кучетата – бяло, червено, кафяво и черно. То често наподобява цветовете на околната среда. Например, в регионите с продължителна снежна зима белите вълци са далеч по-често срещани. Със стареенето вълците придобиват сивкав нюанс на козината си.

## Разпространение
В миналото вълците са разпространени почти в цяла Евразия и Северна Америка, но днес се срещат главно в Канада, Източна Европа, Азия и Близкия изток. Те живеят в широк кръг природни условия – гори, тундра, тайга, равнини и планини. В Северното полукълбо ловът и унищожаването на естествената им среда значително са ограничили техния ареал и днес вълците са застрашен вид.
Към 2012 г. в България има 2024 вълка.

### Глутници
Вълците са социални хищници и ловуват на глутници, организирани в стриктна обществена йерархия и водени от алфа мъжки и алфа женска. Първоначално се смята, че целта на тази социална структура е ловуването на животни, много по-едри от вълка. Според някои нови теории функциите на глутницата са свързани не толкова с ловуването, колкото с успешното размножаване.
Размерът на глутницата може да се променя с времето и зависи от няколко фактора, включително жизнената среда, характера на отделните вълци и наличието на храна. Глутниците включват от 2 до 20 вълка, като средните по размер се състоят от 6 или 7. Йерархията в глутницата е относително строга, от алфа животните на върха до омега вълците на дъното. Тя засяга всички дейности на глутницата, от това кой вълк се храни първи до това кои се допускат до размножаването (обикновено само алфа двойката).
Нови глутници се образуват, когато вълк напусне родната си глутница и си извоюва територия. Вълци, търсещи други вълци, с които да образуват глутница, могат да изминат много големи разстояния, докато намерят подходяща територия. Разпръснатите индивиди трябва да избягват териториите на други вълци, тъй като нашествениците в чужда територия са прогонвани или убивани. Това вероятно обяснява преследването на кучета от вълците. Повечето кучета, освен може би едрите, специално развъждани, бойни кучета, нямат особени шансове срещу вълк, защитаващ територията си от нежелано нашествие.

### Лов и хранене
Вълкът е хищник. Глутниците вълци ловуват всички едри растителноядни в своята територия, докато самотните вълци са по-склонни да се хранят и с по-дребни животни. Методите за ловуване варират от изненадващи нападения до продължителни преследвания. Чрез взаимодействие в глутницата вълците могат да преследват едра плячка с часове, преди да се забавят, но успехът е сравнително нисък. Самотните вълци хващат дребни животни, като скачат и ги притискат към земята с предните си лапи (мишкуване), техника, характерна също за лисиците и койотите.
При нападение вълците обикновено се насочват към врата, гърлото и страничните части на животното. Глутниците най-често убиват слабите, възрастни и болни животни, тъй като едрите и здрави екземпляри им отвръщат, като понякога нараняват и дори убиват ловуващите вълци. Някои изследвания показват, че едва един от десет опита за убиване на лос от глутница вълци завършват с успех.
Диетата на вълците включва, но без да е ограничена до това, едри бозайници, като елени, лосове, бизони и овцебикове. Те ловят също и бобри, зайцевидни, гризачи и други дребни животни. Вълкът се нуждае от 1,5 – 5 kg месо на ден, за да оцелее, но тъй като невинаги има възможност да се храни всеки ден, може да изяде до 10 kg наведнъж.

### Вой
Вълците са известни със своя отличителен вой. Има няколко възможни причини за виенето. Първо трябва да се отбележи, че вълците не вият, когато нападат плячката си. Всъщност е известно, че другите животни дори не реагират на звука. Може би те просто не правят връзка между него и хищника.
Най-очевидната причина за виенето на вълците е, че те контактуват помежду си. Трудно е да се измисли по добър начин за комуникация във вълчата глутница при големи разстояния или в гъсто залесен район. Воят се използва и за извикване на членове на глутницата на дадено място. Въпреки това воят се наблюдава и когато глутницата е заедно, така че той трябва да има и друго предназначение. Наблюдения на глутници подсказват, че виенето често става по залез лятно време, преди възрастните да тръгнат на лов. Това се повтаря при завръщането им по изгрев.
Според някои хипотези груповото виене заздравява социалните връзки и другарството между вълците, подобно на груповото пеене при хората. Воят може да бъде и форма на обявяване на права върху територията. Изследвания показват, че за доминиращите животни в глутницата е по-вероятно да отговорят на човешка имитация на съперническа глутница, когато са в собствената си територия.
Вълците вият по-често вечер и рано сутрин, особено през зимата и пролетта. В края на лятото малките вече са поотраснали и вият и при най-малкия стимул. Може би те се опитват да влязат в контакт с отсъстващ член на глутницата.
Вълците често вият, когато защитават нещо, например прясно убита плячка. Когато се опитват да избегнат конфликт с друга глутница, те вият по-рядко.

### Смъртност
Обикновено вълците живеят 6 – 9 години в диво състояние, като затворени достигат средно до 16 години. Рекордната продължителност на живота на вълк е около 20 години. Смъртността сред малките е висока и малко от тях оцеляват до първата зима.
Основните фактори за смъртността на възрастните вълци са ловът от хората, автомобилните катастрофи и нараняванията от ловувана плячка. Всички болести по домашните кучета засягат и вълците, включително краста и бяс, като понякога предизвикват срив в популацията в даден район. Вълците се адаптират сравнително лесно към промени в числеността на плячката, така че масовият глад е необичаен. Могат да запазват популацията си под силен натиск, стига алфа двойката да не бъде убита.

## Размножаване
Обикновено само алфа двойката в глутницата се размножава. Такава организация се наблюдава и при други видове кучета, ловуващи на глутници. Чифтосването става веднъж годишно, между януари и април. Интересен факт от социалната организация на вълците е, че те обикновено са моногамни – алфа двойката се чифтосва само помежду си. В някои случаи един от алфа вълците се чифтосва с подчинен вълк и ако партньорът му не успее да го предотврати, се раждат няколко котила. Това обикновено става в големи глутници при изобилна плячка.
Бременността продължава от 60 до 63 дни и малките се раждат слепи и напълно зависими от майка си. Раждат се по 1 – 14 малки, средно 6 или 7. Те остават в бърлогата, в която са родени, докато станат на 8 – 10 седмици. Майката обикновено е сама с малките през първите три седмици, но след това всички членове на глутницата помагат при отглеждането им. Малките консумират храна, повърната от възрастните, докато станат на 45 дни. След това се хранят с месо, донасяно от членовете на глутницата.
Женските достигат полова зрялост на 2 години, а мъжките – на 3 години. Повечето вълци напускат родната си глутница, когато са на 1 – 4 години.

## Допълнителни сведения
След десетилетия преследване и унищожаване на вълка в България като „вреден дивеч“, пръв в негова защита надига глас зоологът Николай Боев, който предприема кампания за опазването на последните вълци в страната.

### Вълците в религията и фолклора
В много древни митове вълкът е изобразяван като смел, благороден и интелигентен. Най-добрите примери за такива митове са тези на индианците. Вълкът е почитан като тотемно животно в Древен Рим (вижте Ромул и Рем и Луперкалия).
В протоиндоевропейското общество вълкът вероятно е асоцииран с класата на воините и терминът е обект на табу деформация (латинското lupus е пример за трансформация на оригиналното протоиндоевропейско * wlkwos). Доста германски и южнославянски лични имена произлизат от думата „вълк“.
Значението на вълка и мястото му в материалната и духовна култура на българския народ най-пълно е изучено от Николай Боев